# Comerica Bank Challenger 1996
Il Comerica Bank Challenger 1996 è stato un torneo di tennis facente parte della categoria ATP Challenger Series nell'ambito dell'ATP Challenger Series 1996. Il torneo si è giocato a Aptos negli Stati Uniti dal 22 al 28 luglio 1996 su campi in cemento.

## Vincitori

### Singolare
Albert Chang ha battuto in finale  Brian MacPhie con il punteggio di 7–5, 6–3

### Doppio
Sébastien Leblanc /  Jocelyn Robichaud hanno battuto in finale  Neville Godwin /  Geoff Grant con il punteggio di 7–6, 6–7, 7–5